# XF-108 (航空機)
XF-108 レイピア
XF-108
- 用途：戦闘機
- 分類：護衛戦闘機、要撃機
- 製造者：ノースアメリカン
- 運用者* アメリカ合衆国
  - USAF(計画中止)
- 運用状況：計画中止

XF-108は、アメリカ空軍が計画した長距離要撃・護衛戦闘機である。
愛称はレイピア（Rapier、細身の剣）。

## 概要
開発はノースアメリカンが担当し、最高速度マッハ3を超える高速戦闘機として開発されていたが、予算上の問題や、護衛対象とされたB-70戦略爆撃機の計画縮小などから、実機が制作されないまま1959年9月23日に開発中止された。
XF-108の代替として、CIAが発注していたマッハ3で巡航可能な戦略偵察機、ロッキードA-12の戦闘機型、YF-12が新たに計画されたが、これも1965年に試作段階で計画中止となってしまった。B-70も計画が中止され、試作機XB-70が二機制作されるに留まっている。
XF-108そのものの開発は中止されたが、火器管制装置のAN/ASG-18と空対空ミサイルのAIM-47という組み合わせはA-12の戦闘機型YF-12に引き継がれ、洗練を経てグラマンF-14のAN/AWG-9とAIM-54フェニックスとして結実した。

## 開発の経緯
1950年代初頭のアメリカ合衆国では、北極海を越え核攻撃を目指してくるソビエト連邦の爆撃機を要撃するため、高速度で大きな航続性能を持つ高速要撃機が要求されていた。1952年にはアメリカ空軍によって高速長距離要撃機の開発が検討されはじめ、1955年7月20日にはこの種の航空機の開発が認められることになり、ノースアメリカン、ロッキード、ノースロップの3社に要求が提示された。この要求には、双発複座で武装はミサイルのみ、最大速度はマッハ1.7以上、1,840kmの戦闘行動半径、高度18,000mでの飛行可能、などが盛り込まれた。
比較の結果ノースアメリカンのNA-236案が有望とされ、これが採択された。

### 新たな計画と開発中止
しかし、予算上の問題で長距離要撃機計画は1956年5月9日に中止となってしまった。その後1957年4月11日に計画は再開されるが、その性格は大きく変更され、長距離要撃のほか当時の戦略航空軍団の次期爆撃機として開発が進められていたB-70の護衛戦闘機としての性能も要求された。そのため、マッハ3での巡航が可能でかつ航続性能の大きな航空機が必要とされた。
アメリカ空軍は1957年6月6日にこの要求を盛り込んだ上でノースアメリカンに開発再開を依頼し、試作機2機の発注がなされた。ノースアメリカンはNA-236案と同様のNA-257案でもって開発を再開し、この航空機にはXF-108およびウエポンシステム202Aの名称が与えられた。
しかし、B-70の目標とした航続距離が約12,000km（アラスカ-モスクワ間を無給油で往復することが目標であった）にも及ぶのに対しXF-108は4,000km程度であったことから、戦略航空軍団において「爆撃機の全航程をカバーできない護衛は護衛ではない」、あるいは「戦闘機が向かってくるなら護衛もできるが、対空ミサイル相手では護衛できない」といった護衛戦闘機への懐疑論が生じたことや、ICBMやSLBMなど爆撃機より安全で確実な核攻撃手段の発達などによってB-70計画が縮小されたことにより、計画への興味は次第に失われた。結局XF-108は1959年にモックアップのみ作成されたものの、同年9月23日に再び開発が中止された。

## 機体

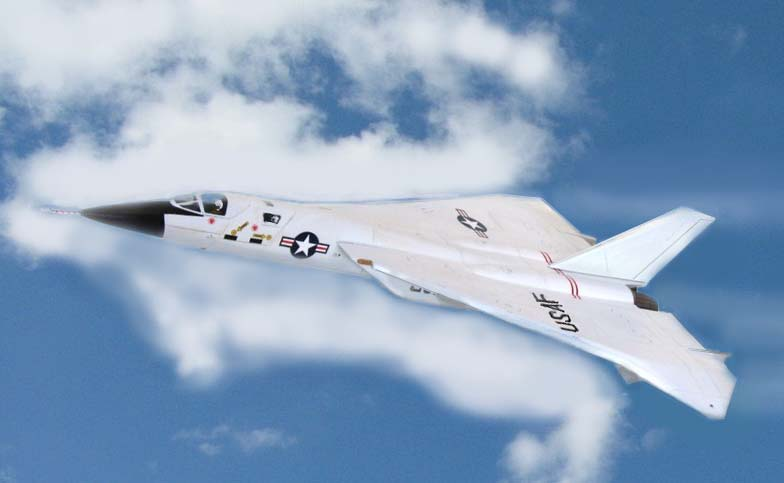
XF-108 の想像図

XF-108は2段の後退角を持った高翼の変形デルタ翼機であり、前縁後退角は内翼で58度、外翼で40度となっている。主翼下面にはベントラルフィンがあり、また外翼には4度の下半角が付けられ、垂直尾翼は全遊動式1枚である。2次元インテイクを胴体側面に持ち、B-70と同じゼネラル・エレクトリック製J93ジェットエンジンを2基搭載する予定であった。このエンジンにはスラストリバーサーを装着することも検討された。
武装はミサイルのみで、核弾頭装備のGAR-9/AIM-47空対空ミサイルの搭載が計画された。火器管制装置としてパルスドップラーレーダーを用いたヒューズAN/ASG-18を装備し、後席の乗員が武器の操作を担当した。
なお、超音速飛行時に通常の射出座席で脱出するのは危険であることから、射出座席はB-70と同じく乗員毎のカプセル式が予定されていた。

## 仕様（XF-108）
国立アメリカ空軍博物館のデータとU.S.標準航空機特性

### 一般的な特徴
- 乗員：2名
- 全長:27.2 m
- 全幅:17.5 m
- 全高:6.7 m
- 翼面積:173.4 m2
- アスペクト比:1.68
- 空虚重量: 23,098 kg
- 総重量: 34,527 kg
- 最大離陸重量:46,508 kg
- エンジン:ゼネラルエレクトリックJ2-GE-93ARアフターバーナーターボジェット、各乾式推力20,900 lbf(93 kN)、アフターバーナー付き29,300 lbf(130 kN) x 2基

### パフォーマンス
- 最高速度: 3,190 km/h
- 失速速度: 169 km/h
- 戦闘範囲: 1,870 km
- 航続距離: 4,002 km
- 実用上昇限度: 24,400 m
- 上昇率: 230 m/s
- 翼面荷重: 199.2 kg / m2

### 搭載兵器
- ミサイル-3×ヒューズ GAR-9A空対空ミサイル

### アビオニクス
- ヒューズAN / ASG-18ルックダウン / 撃墜射撃管制レーダー